# Periclimenes pedersoni
Periclimenes pedersoni är en kräftdjursart som beskrevs av Fenner A. Chace 1958. Periclimenes pedersoni ingår i släktet Periclimenes och familjen Palaemonidae. Inga underarter finns listade i Catalogue of Life.

## Bildgalleri

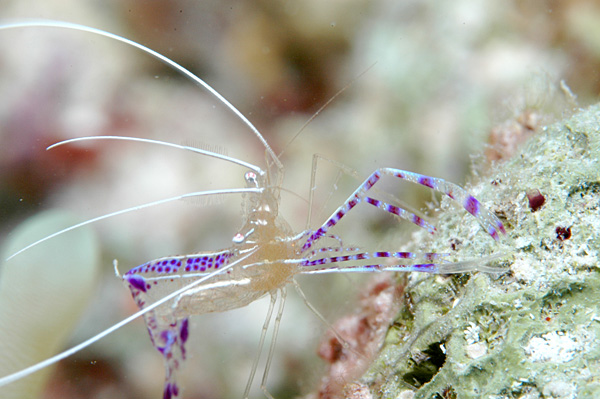
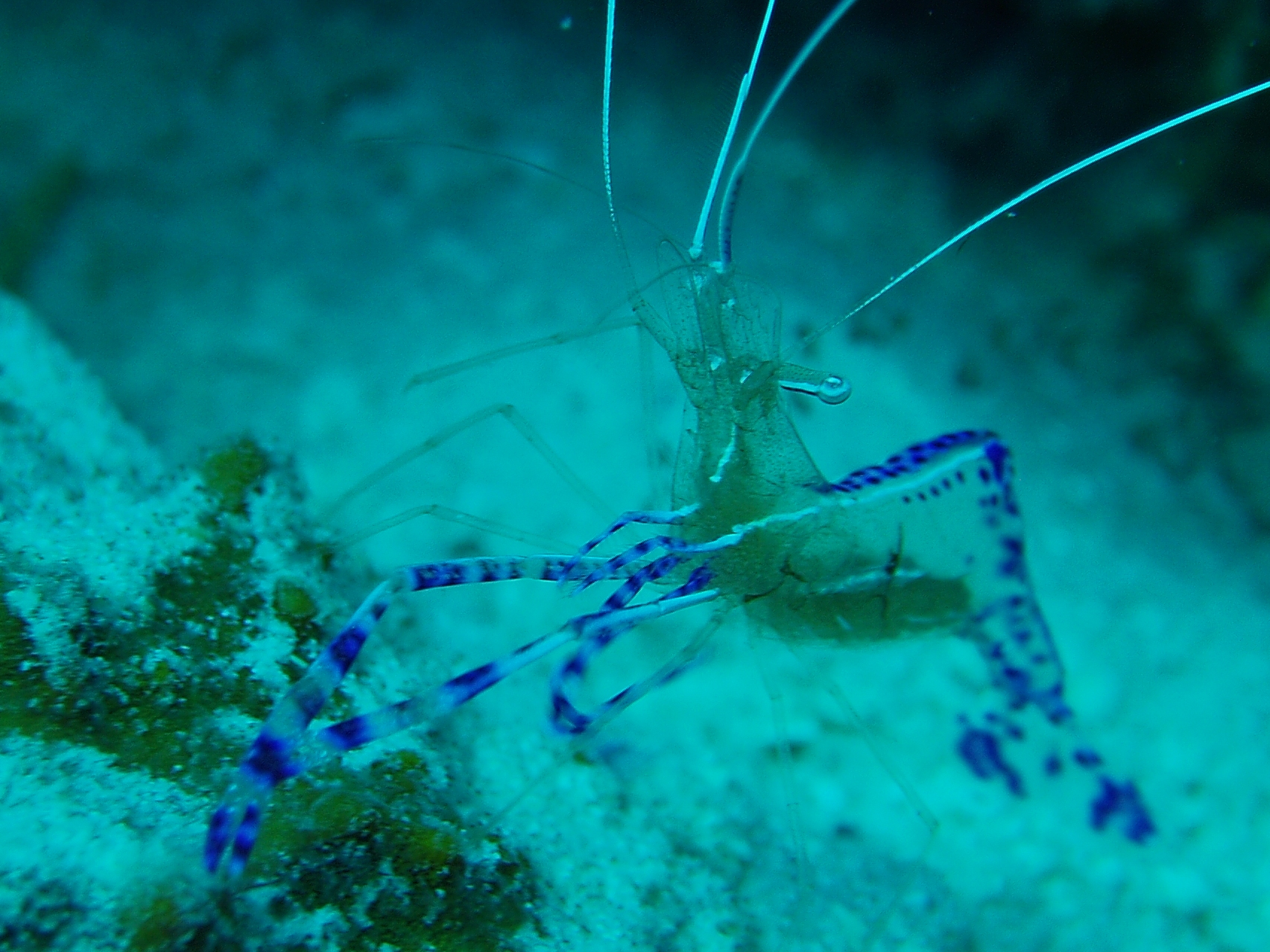
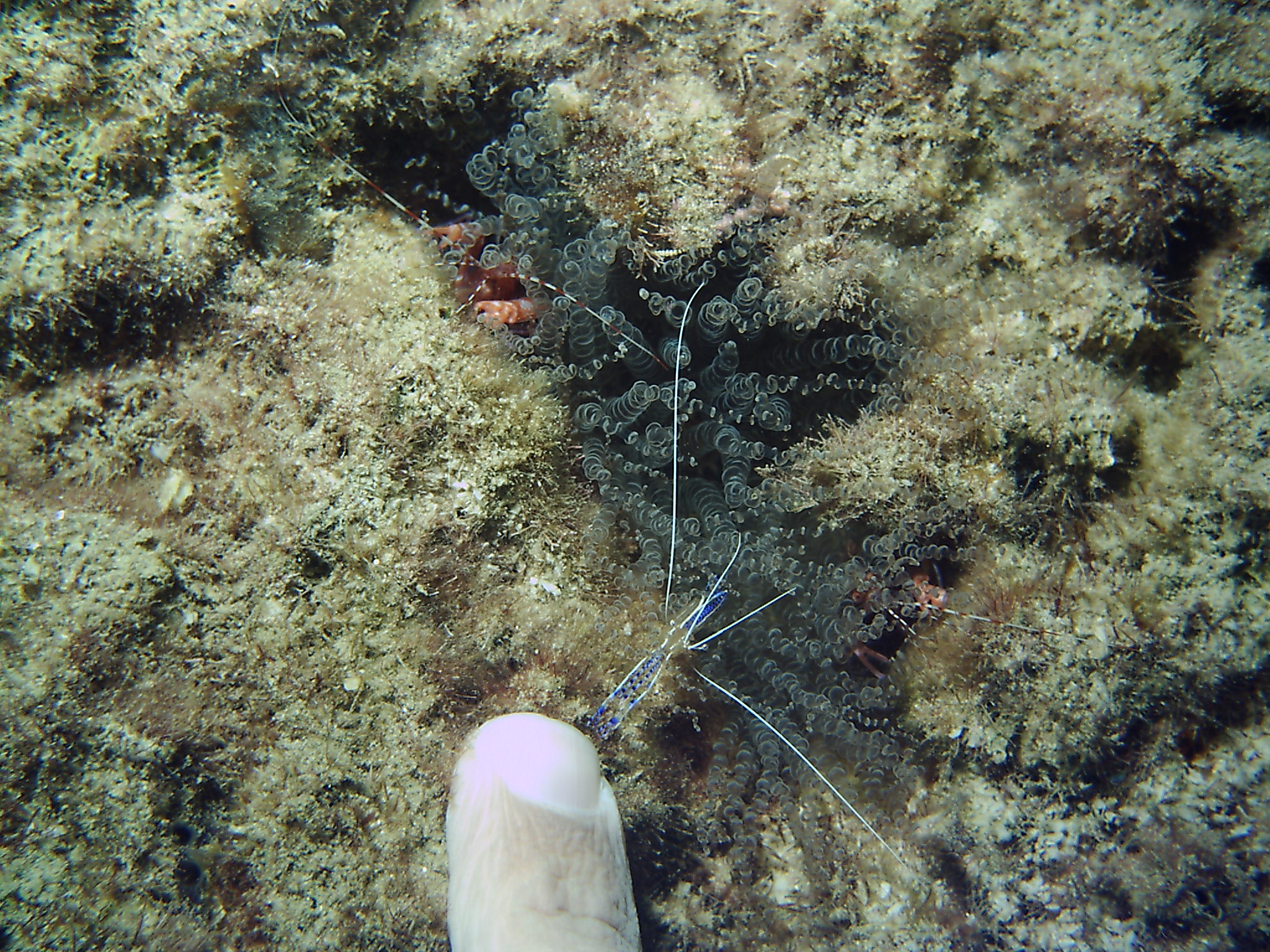